# 詹姆斯·漢金斯
詹姆斯·漢金斯（James Hankins，1955年—）是美國哈佛大學歷史學教授、知識史學家，專研義大利文藝復興時期的文學研究。他是該組織的總編輯。他是塔蒂文藝復興叢書（The I Tatti Renaissance Library）的總編輯和翻譯和評論目錄（Catalogus Translationum et Commentariorum）的副主編。2018年春天擔任聖母大學倫理與文化中心（University of Notre Dame Center for Ethics and Culture）的訪問研究員。
2012年榮獲美國文藝復興協會（Renaissance Society of America）的保羅·奧斯卡·克里斯特勒終生成就獎（Paul Oskar Kristeller Lifetime Achievement Award）。